# 광록시
광록시(光錄寺)는 고대 중국의 관서로 구시(九寺)의 하나이다.
진대(秦代)의 낭중령을 기원으로 하며, 한(漢)·위(魏)·진(晉) 시대에는 광록훈이라고 불린 관서가 있었는데, 당초에는 궁전의 문 등을 관장하였다.
북제 때에 광록시가 설치되어 선식(膳食)·장막(帳幕)과 기물(器物)·궁전의 문들을 관장하였다. 당대(唐代)에는 광록시의 장관은 광록시경(光錄寺卿)이라고 하였으며, 그 관위는 종3품에 해당하였다. 광록시경 아래로 광록시소경(光祿寺少卿, 종4품상) 두 명이 있어，광록시경을 보좌하였다. 그리고 그 아래로 광록시승(光禄寺丞, 종6품상) 두 명과 광록시주부(光禄寺主簿, 종7품상) 두 명, 광록시녹사(光禄寺録事, 종9품상) 한 명이 배속되었다.
당나라에서 광록시는 酒醴饈膳의 일을 맡아 보았던 기구였다. 그리고 광록시 아래에 태관서(太官署), 진수서(珍羞署), 양온서(良醞署), 장해서(掌醢署) 등의 부속 관서가 딸려 있었다.
명(明) 홍무(洪武) 원년(1368년) 선휘원(宣徽院)을 광록시로 개칭하였다. 영락(永樂) 연간에 광록시의 위치는 수도 북경(北京)의 황성(皇城) 동안문(東安門) 안에 있었다.
명대 광록시의 임무는 황제의 수랏상에 오를 식재료를 구매하는 것이었다. 제향(祭饗)이나 연회, 술자리, 수랏상에 오르는 반찬은 모두 광록시에서 도맡아, 그 종류와 숫자, 출입 상황을 점검하고 저장되어 있는 재고를 헤아려서 예부(禮部)에 알렸다. 광록시에서 대는 주요 식재료는 상림원(上林苑)에서 나왔으며, 해마다 18,000마리의 거위와 8,000마리의 오리, 5,000마리의 닭을 사육하였다.
광록시 안에는 사목국(司牧局)이라는 휘하 관서가 있었고, 여기에는 유우창(乳牛廠) 즉 젖소 사육장을 두어 황실에서 소비하는 우유 및 유제품을 공급하였다. 그밖에 순천부(順天府) 완평현(宛平縣)에서 해마다 호두 1백 근과 대추 1백 근씩을 공납해야 했으며, 상림원 소속 4서의 공급이 부족해지면 광록시에서는 그 부족한 것을 경성(북경)의 저자에서 구매하였다.
홍무 연간에는 저자에서 구매하는 가격에 10문을 더 얹어서 구입하게 하였는데, 광록시에서 해당 상인들에 대한 물건값 지불을 체납하는 경우가 좀 있었다. 홍치(弘治) 4년(1491년) 명 효종(明孝宗)이 이를 금하는 명령을 내리기도 했지만, 홍치 14년(1501년) 4월, 달단소왕자(韃靼小王子)나 화사(火篩) 제부 등 북방의 몽골 부족들이 잇따라 명의 변방을 침공하였고, 태창고(太倉庫)나 황제의 내탕(內帑)에서 은을 내어 우선 군비로 전용하도록 하였으나, 광록시에서 돼지나 양, 은 3만 냥 이상을 체납하는 상황은 여전히 발생하였다.